# Прозрачне
Прозра́чне (до 1945 року — Тереклі-Абаш, крим. Terekli Abaş) — село Джанкойського району Автономної Республіки Крим. Населення становить 7 осіб. Орган місцевого самоврядування — Стальненська сільська рада. Розташоване на сході району.

## Географія
Прозрачне — крихітне село на північному сході району, у Кримському степу, на березі одної з обсихаючих заток Сивашу, висота над рівнем моря — 10 м, що, можливо, не так, тому що знаходиться на самому березі. Найближчі села: Рідне за 6 км і Многоводне за 7,5 км — обидва на південний захід. Відстань до райцентру — близько 23 кілометрів там же найближча залізнична станція.

## Історія
Перша документальна згадка села зустрічається в Камеральному Описі Криму 1784 року, судячи з якого, в останній період Кримського ханства Діреклі абаш входив в Таманський кадилик Карасубазарського каймакамства. Після приєднання Криму до Російської імперії (8) 19 квітня 1783 року , на території колишнього Кримського ханства була утворена Таврійська область і село було приписане до Перекопського повіту .
Після встановлення в Криму радянської влади, за постановою Кримревкому від 8 січня 1921 року № 206 «Про зміну адміністративних кордонів» була скасована волосна система і в складі Джанкойського повіту був створений Джанкойський район.
У 1944 році, після визволення Криму від нацистських загарбників, згідно з Постановою ДКО № 5859 від 11 травня 1944 року, 18 травня кримські татари були депортовані в Середню Азію. 12 серпня 1944 року було прийнято постанову № ГОКО-6372с «Про переселення колгоспників в райони Криму» та у вересні 1944 року в район приїхали перші новосели (27 сімей) з Кам'янець-Подільської та Київської областей, а на початку 1950-х років пішла друга хвиля переселенців з різних областей України. Указом Президії Верховної Ради Російської РФСР від 18 травня 1948 року, Тереклі-абаш перейменували в Прозоре.

## Населення
Згідно з переписом УРСР 1989 року в селі було відсутнє наявне населення.
За переписом населення України 2001 року в селі мешкало 7 осіб.

### Мова
Розподіл населення за рідною мовою за даними перепису 2001 року:
| Мова       | Відсоток |
| ---------- | -------- |
| українська | 57,14 %  |
| російська  | 42,86 %  |